# Communauté de communes de la Voie romaine
La  Communauté de communes de la Voie romaine est une ancienne communauté de communes française, située dans le département du Nord et la région Nord-Pas-de-Calais, arrondissement de Dunkerque.

## Composition
La  Communauté de communes de la Voie romaine regroupait 4 communes
| Code INSEE | Commune     | Maire             | Population | Superficie | Délégués |
| ---------- | ----------- | ----------------- | ---------- | ---------- | -------- |
| 59087      | Boëseghem   | Danielle Mametz   | 723 hab.   | 708 ha     | 2        |
| 59416      | Morbecque   | Max Herbaux       | 2 678 hab. | 4 434 ha   | 4        |
| 59578      | Steenbecque | Carole Delaire    | 1 735 hab. | 1 196 ha   | 3        |
| 59590      | Thiennes    | Gérard Verbrigghe | 795 hab.   | 754 ha     | 2        |
| Totaux     | 4 communes  |                   | 5 931 hab. | 7 092 ha   | 11       |

## Historique
Le 1er janvier 2014, l'intercommunalité, la communauté de communes du Pays de Cassel, la communauté de communes du Pays des Géants, la communauté de communes de l'Houtland, la communauté de communes Monts de Flandre - Plaine de la Lys (hormis Sailly-sur-la-Lys) et la Communauté de communes rurales des Monts de Flandre ainsi que les 3 communes de Blaringhem, Hazebrouck et Wallon-Cappel ne faisant partie d'aucune intercommunalité s'unissent pour former la communauté de communes de Flandre intérieure.

## Présidents
| Période | Période | Identité | Étiquette | Qualité |
| ------- | ------- | -------- | --------- | ------- |
|         |         |          |           |         |
|         |         |          |           |         |